# Eriosorus longipetiolatus
Eriosorus longipetiolatus là một loài thực vật có mạch trong họ Adiantaceae. Loài này được (Hieron.) A.F. Tryon miêu tả khoa học đầu tiên năm 1970.